# Pitkjaranta
Pitkjaranta (russisch Питкяранта, karelisch Pitkyrandu, finnisch Pitkäranta) ist eine Stadt in der Republik Karelien (Russland) mit 11.429 Einwohnern (Stand 14. Oktober 2010).

## Geografie
Die Stadt liegt etwa 170 Kilometer westlich der Republikhauptstadt Petrosawodsk langgestreckt am Nordostufer des Ladogasees und an der Eisenbahnstrecke Janisjarwi–Lodeinoje Pole
Pitkjaranta ist Verwaltungszentrum des gleichnamigen Rajons.

## Geschichte
Ein Dorf Pitkjaranta am Ostufer des Ladogasees wurde erstmals im 18. Jahrhundert erwähnt. Die heutige offizielle Schreibung entspricht der russischen (kyrillischen) Transliterierung von finnisch Pitkäranta, das sich (auf Finnisch oder Karelisch) als „langes Ufer“ deuten lässt. Zu jener Zeit gehörte der Ort zur Gemeinde Impilahti (heute geschrieben als Russisch Impilachti). Im 19. Jahrhundert befand sich in Pitkjaranta eine Schiffsanlegestelle, die auch in der gleichbedeutenden, russischen Namensform Dolgi Bereg bekannt ist. Mit der Erlangung der Unabhängigkeit Finnlands 1918 kam der Ort zur damaligen Provinz Wiborg. 1932 wurde er von der Eisenbahnstrecke aus Richtung Jänisjärvi–Läskelä erreicht.
Im Ergebnis des Winterkrieges wurde Pitkjaranta 1940 zusammen mit dem größten Teil Westkareliens von der Sowjetunion erobert. Im Zweiten Weltkrieg wurde Pitkjaranta am 17. Juli 1941 von finnischen Truppen zurückerobert und am 10. Juli 1944 von Truppen der Karelischen Front der Roten Armee im Rahmen der Swir-Petrosawodsker Operation wiederbesetzt.
In der Stadt bestand das Kriegsgefangenenlager 166 für deutsche Kriegsgefangene im Zweiten Weltkrieg.

### Bevölkerungsentwicklung
| Jahr | Einwohner |
| ---- | --------- |
| 1959 | 06.204    |
| 1970 | 10.251    |
| 1979 | 13.839    |
| 1989 | 14.361    |
| 2002 | 13.347    |
| 2010 | 11.429    |

Anmerkung: Volkszählungsdaten

## Kultur und Sehenswürdigkeiten
Die Stadt besitzt ein Heimatmuseum.

## Wirtschaft

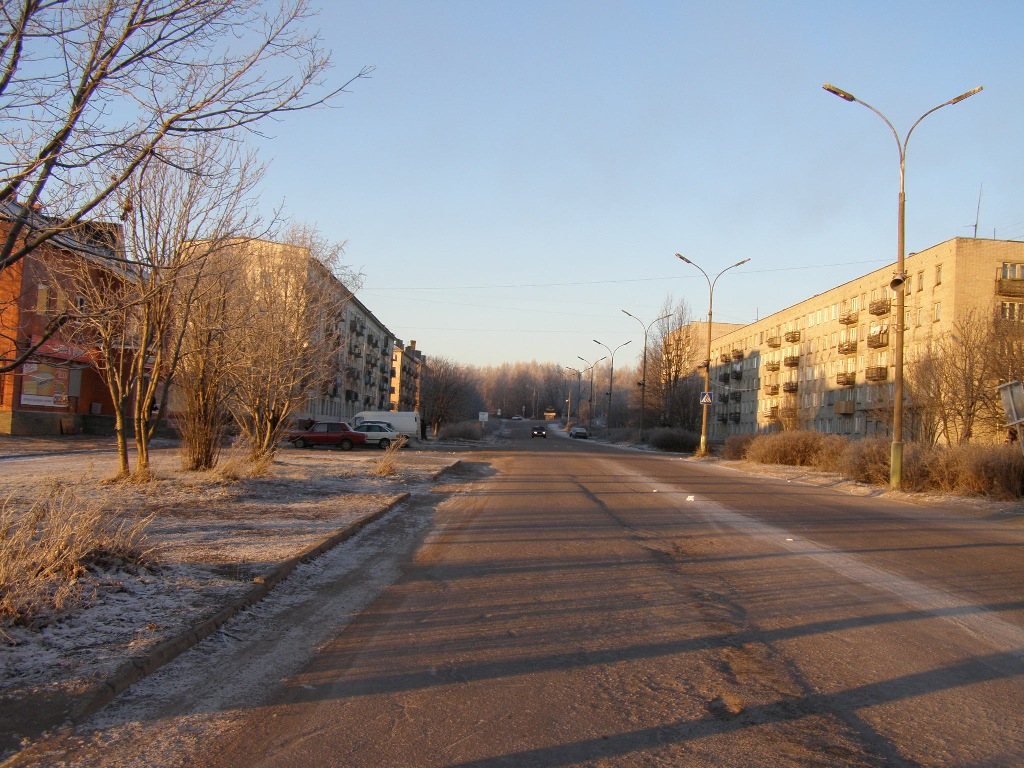
Eine Straße in Pitkjaranta

Die Wirtschaft der Stadt Pitkjaranta wird von der Holz- und holzverarbeitenden Industrie bestimmt (Zellulose- und Papierfabrik).
12 Kilometer von der Stadt entfernt wird auf der Insel German im Ladogasee seit dem Ende des 19. Jahrhunderts roter Granit abgebaut, auch als Walaamgranit bekannt, obwohl die Insel nicht zur Inselgruppe Walaam gehört. Mit diesem Granit ist eine Reihe von Bauwerken in Sankt Petersburg und finnischen Städten verkleidet.